# Gottfried Schenk von Limpurg
Gottfried IV. Schenk von Limpurg (né le 26 janvier 1404, mort le 1er avril 1455 à Wurtzbourg) est prince-évêque de Wurtzbourg de 1443 à sa mort.

## Biographie
Il appartient à la famille noble de Souabe et de Franconie Schenken von Limpurg. Le château du même nom (de) se trouve à Schwäbisch Hall. Des variantes du nom sont "Erbschenk" ou "Limburg".
Ses parents sont Friedrich III. Schenk von Limpurg et Elisabeth von Hohenlohe-Speckfeld, il est probablement le huitième de leur onze enfants. Nombre de ses frères sont chanoines à Würzburg et dans les diocèses voisins.
En tant qu'évêque, Gottfried arrive à la tête d'un diocèse pauvre et endetté par ses prédécesseurs, Johann von Brunn et Sigismond de Saxe. Après la suspension de Sigismond, il reçoit l'appui de Frédéric III du Saint-Empire. Après l'abdication de l'antipape Félix V et l'affirmation du pape Eugène IV, l'Église ne soutient plus Sigismond qui démissionne du poste d'évêque et est banni jusqu'à sa mort, retiré dans le château de Rochlitz.
Pendant son règne, Gottfried Schenk von Limpurg parvient à rétablir les finances et la paix dans la région, en conciliant les nobles ambitieux, mais aussi en dépossédant et en expulsant les Juifs à qui il devait des dettes. En 1446, 1452 et 1453, il tient des synodes diocésains.
Grâce à diverses alliances avec ses voisins, il dirige un diocèse relativement épargné en temps de guerre, car Frédéric II de Saxe fait la paix. Cependant le margrave Albrecht tente, avec ses alliés de Thuringe, d'étendre son influence au détriment de la ville. Avec les grandes villes du margrave, Gottfried IV observe une grande neutralité diplomatique.

## Source, notes et références
- (de) Cet article est partiellement ou en totalité issu de l’article de Wikipédia en allemand intitulé « Gottfried IV. Schenk von Limpurg » (voir la liste des auteurs).
- (de) Theodor Henner, « Gottfried IV., Bischof von Wirzburg », dans Allgemeine Deutsche Biographie (ADB), vol. 9, Leipzig, Duncker & Humblot, 1879, p. 479-481
- (de) Alfred Wendehorst, « Gottfried IV. Schenk von Limpurg », dans Neue Deutsche Biographie (NDB), vol. 6, Berlin, Duncker & Humblot, 1964, p. 668–669 (original numérisé).
- Alfred Wendehorst: Das Bistum Würzburg. Teil 2: Die Bischofsreihe von 1254 bis 1455. De Gruyter, Berlin 1969 (Germania Sacra. Neue Folge 4: Die Bistümer der Kirchenprovinz Mainz), S. 173–186.